# Prix Daesan
Le prix Daesan (대산문학상) est un prix littéraire sud-coréen, qui compte parmi les plus prestigieux avec le prix Dong-in et le prix Yi Sang.
Les domaines récompensés sont : poésie (y compris sijo), roman, drame, critique et la traduction. Le prix récompense des travaux publiés au cours des deux dernières années. Le lauréat se voit accorder une récompense de 30 millions de wons et la garantie d'être traduit et publié à l'étranger.
La cérémonie a lieu chaque année à la fin du mois de novembre depuis 1993.

## Lauréats
| Année | Catégorie                            | Auteurs                                      | Titre | Publication française                        |
| ----- | ------------------------------------ | -------------------------------------------- | --- | -------------------------------------------- |
| 1993  | Poésie                               | Ko Un                                        | 내일의 노래 Naeil-ui nolae La Chanson de demain |                                              |
| 1993  | Roman                                | Lee Seung-u                                  | 생의 이면 Saeng-ui imyeon L'Envers de la vie | L'Envers de la vie, Zulma, 2000              |
| 1993  | Théâtre                              | Oh Taeseok                                   | 심청이는 왜 두 번 인당수에 몸을 던졌는가 Simcheong-ineun wae du beon indangsue mom-eul deonjyeossneunga Pourquoi Shimch'ong s'est-il jeté deux fois dans l'Indangsu |                                              |
| 1993  | Critique                             | Paik Nak-chong                               | 현대문학을 보는 시각 Hyeondaemunhag-eul boneun sigag Point de vue sur la littérature moderne                                                                        |                                              |
| 1993  | Traduction                           | Peter H. Lee                                 | Pine River and Lone Peak : An Anthology of Three Chosen Dynasty Poets                                                                                               |                                              |
| 1994  | Poésie                               | Lee Hyeonggi                                 | 죽지 않는 도시 Jugji anhneun dosi Les villes ne meurent pas |                                              |
| 1994  | Roman                                | Yi Chong-jun                                 | 흰 옷 Huin os Des vêtements blancs |                                              |
| 1994  | Théâtre                              | -                                            | - |                                              |
| 1994  | Critique                             | Kim U-chang                                  | 시인의 보석 Siin-ui boseog Joyau du poète |                                              |
| 1994  | Traduction                           | Ch'oe Yun et Patrick Maurus                  | La Place de Choe In-hun | La Place, Actes Sud, 1993                    |
| 1995  | Poésie                               | Hwang Tong-gyu                               | 미시령 큰 바람 Misilyeong keun balam Vent fort à Misiryong |                                              |
| 1995  | Roman                                | Choi Ihn Suk                                 | 내 영혼의 우물 Nae yeonghon-ui umul Le Puits de mon âme |                                              |
| 1995  | Théâtre                              | Lee Yun-taek                                 | 문제적 인간 - 연산 Munjejeog ingan - yeonsan Humain problématique - Calcul                                                                                          |                                              |
| 1995  | Critique                             | Yu Chong-ho                                  | 문학의 즐거움 Munhag-ui jeulgeoum Le plaisir de la littérature |                                              |
| 1995  | Traduction                           | Chung Chong-hwa et Brother Anthony           | The Poet de Yi Mun-yol |                                              |
| 1996  | Poésie                               | Chong Hyon-jong                              | 세상의 나무들 Sesang-ui namudeul Les Arbres du monde |                                              |
| 1996  | Roman                                | Lee Ho-cheol                                 | 남녘사람 북녁사람 Namnyeoksalam bugnyeogsalam Gens du sud, gens du nord                                                                                             |                                              |
| 1996  | Théâtre                              | Lee Kang-baek                                | 영월행 일기 Yeong-wolhaeng ilgi Journal de voyage à Yeongweol |                                              |
| 1996  | Critique                             | -                                            | - |                                              |
| 1996  | Traduction                           | Kim Mi-hye et Silvia Bräsel                  | Windbestattun de Hwang Tong-gyu |                                              |
| 1997  | Poésie                               | Kim Chunsu                                   | 들림, 도스토예프스키 Deullim, doseutoyepeuseuki Audition, Dostoïevski                                                                                               |                                              |
| 1997  | Roman                                | Park Wansuh                                  | 그 산이 정말 거기 있었을까 Geu san-i jeongmal geogi iss-eoss-eulkka La montagne était-elle bien là ?                                                                |                                              |
| 1997  | Drame                                | -                                            | - |                                              |
| 1997  | Critique                             | Kim Byung-ik                                 | 새로운 글쓰기와 문학의 진정성 Saeloun geulsseugiwa munhag-ui jinjeongseong Nouvelle écriture et authenticité de la littérature                                      |                                              |
| 1997  | Traduction                           | -                                            | - |                                              |
| 1998  | Poésie                               | Shin Kyeong-nim                              | 어머니와 할머니의 실루엣 Eomeoniwa halmeoniui sillues Silhouettes de mère et grand-mère                                                                             |                                              |
| 1998  | Roman                                | Kim Joo-young                                | 홍어 Hong-eo Patin |                                              |
| 1998  | Théâtre                              | Lee Man-hee                                  | 돌아서서 떠나라 Dol-aseoseo tteonala Faire demi-tour et partir |                                              |
| 1998  | Critique                             | Cho Nam-hyon                                 | 1990년대 문학의 담론 1990 nyeondae munhag-ui damlon Discours en littérature dans les années 1990                                                                    |                                              |
| 1998  | Traduction                           | -                                            | - |                                              |
| 1999  | Poésie                               | Hwang Ji-u                                   | 어느날 나는 흐린 酒店에 앉아 있을 거다 Eoneunal naneun heulin jujeom-e anj-a iss-eul geoda Les jours de pluie, je serai au bar                                      |                                              |
| 1999  | Roman                                | Seo Jeong-in                                 | 베네치아에서 만난 사람 Benechia-eseo mannan salam Une rencontre à Venise                                                                                            |                                              |
| 1999  | Théâtre                              | Noh Kyung-sik                                | 千年의 바람 Cheonnyeon-ui balam Vent de l'année |                                              |
| 1999  | Critique                             | Kim Jong-chul                                | 시적 인간과 생태적 인간 Sijeog ingangwa saengtaejeog ingan L'homme poétique et l'homme écologique                                                                   |                                              |
| 1999  | Traduction                           | Choi Mi-kyung et Jean-Noël Juttet            | Le Chant de la fidèle Chunhyang (Pansori) | Le chant de la fidèle Chunhyang, Zulma, 1999 |
| 2000  | Poésie                               | Choi Seungho                                 | 그로테스크 Geuloteseukeu Grotesque |                                              |
| 2000  | Roman                                | Lee Yun-gi                                   | 두물머리 Dumulmeori Tête double |                                              |
| 2000  | Théâtre                              | -                                            | - |                                              |
| 2000  | Critique                             | Oh Saeng-keun                                | 그리움으로 짓는문학의 집 Geulium-eulo jisneunmunhag-ui jib Une maison de littérature construite avec nostalgie                                                      |                                              |
| 2000  | Traduction                           | Ko Kwang-dan et Jean-Noël Juttet             | L'Envers de la vie, de Lee Seung-Woo | L'Envers de la vie, Zulma, 2000              |
| 2001  | Poésie                               | Lee Sungboo                                  | 지리산 Jiri |                                              |
| 2001  | Roman                                | Hwang Sok-yong                               | 손님 Sonnim L'Invité | L'Invité, Zulma, 2004                        |
| 2001  | Théâtre                              | Lee Gun-sam                                  | 화련한 가출 Hwalyeonhan gachul Magnifique fugue |                                              |
| 2001  | Critique                             | Choi Won-shik                                | 문학의 귀환 Munhag-ui gwihwan Le retour de la littérature |                                              |
| 2001  | Traduction                           | Lee In-sook, Kim Kyung-hee et Maryse Bourdin | Talgung de Su Jung-in | Talgung, Seuil, 2001                         |
| 2002  | Poésie                               | Kim Ji-ha                                    | 花開 Huā kāi Floraison |                                              |
| 2002  | Roman                                | Kim Wonu                                     | 객수산록 Gaegsusanlog Le nombre d'invités |                                              |
| 2002  | Théâtre                              | Kim Myung-hwa                                | 돐날 Dolsnal Anniversaire |                                              |
| 2002  | Critique                             | Kim Yun-shik                                 | 우리 小說과의 대화 Uli soseolgwaui daehwa Conversation avec notre petite fille                                                                                      |                                              |
| 2002  | Traduction                           | Yu Young-nan                                 | Everlasting Empire de Yin In-hwa |                                              |
| 2003  | Poésie                               | Kim Kwang-kyu                                | 처음 만나던 때 Cheoeum mannadeon ttae Quand nous nous sommes rencontrés la première fois                                                                            |                                              |
| 2003  | Roman                                | Song Giwon                                   | 사람의 향기 Salam-ui hyang-gi Le parfum d'un homme |                                              |
| 2003  | Théâtre                              | -                                            | - |                                              |
| 2003  | Critique                             | -                                            | - |                                              |
| 2003  | Traduction                           | Kim Edeltrud et Kim Sun-ki                   | Vögel de Jung-Hee |                                              |
| 2004  | Poésie                               | Lee Seong-bok                                | 아, 입이 없는 것들 A, ib-i eobsneun geosdeul Ah, les choses non dites                                                                                               |                                              |
| 2004  | Roman                                | Yun Heunggil                                 | 소라단 가는 길 Soladan ganeun gil Sur la route de Soradan |                                              |
| 2004  | Théâtre                              | Park Sang-hyun                               | 405호 아줌마는 참 착하시다 405ho ajummaneun cham chaghasida La dame de la chambre 405 est très gentille                                                             |                                              |
| 2004  | Critique                             | Hwang Gwang-soo                              | 길 찾기, 길 만들기 Gil chajgi, gil mandeulgi Trouvez votre chemin, faites votre chemin                                                                              |                                              |
| 2004  | Traduction                           | Park Hwang-bae                               | A vista de cuervo y otros poemas de Lee Sang |                                              |
| 2005  | Poésie                               | Kim MyungIn                                  | 파문 Pamun Ressentiment |                                              |
| 2005  | Roman                                | Kim Yeonsu                                   | 나는 유령작가입니다 Naneun yulyeongjaggaibnida Je suis un écrivain fantôme                                                                                          | Je suis un écrivain fantôme, IMAGO, 2013     |
| 2005  | Théâtre                              | -                                            | - |                                              |
| 2005  | Critique                             | Jeong Gwa-ri                                 | 문학이라는 것의 욕망 Munhag-ilaneun geos-ui yogmang Envie de littérature                                                                                            |                                              |
| 2005  | Traduction                           | Francisca Cho                                | Everything Yearned for: Manhae's Poems of Love and Longing de Han Yong-un                                                                                           |                                              |
| 2006  | Poésie                               | Kim Sa-in                                    | 가민히 좋아하는 Gaminhi joh-ahaneun Aimer paisiblement |                                              |
| 2006  | Roman                                | Kim In-sook                                  | 그 여자의 자서전 Geu yeojaui jaseojeon Autobiographie d'une femme                                                                                                   |                                              |
| 2006  | Théâtre                              | Park Keun-hyeong                             | 경숙이, 경숙 아버지 Gyeongsug-i, gyeongsug abeoji Kyung-sook, père de Kyung-sook                                                                                    |                                              |
| 2006  | Critique                             | Choi Dong-ho                                 | 진흙 천국의 시적 주술 Jinheulg cheongug-ui sijeog jusul Magie poétique d'un ciel de boue                                                                            |                                              |
| 2006  | Traduction                           | Jeong Eun-jin et Jacques Batilliot           | Le Vieux Jardin de Hwang Sok-yong | Le Vieux Jardin, Zulma                       |
| 2007  | Poésie                               | Nam Jin-woo                                  | 새벽 세 시의 사자 한 마리 Saebyeog se siui saja han mali Un lion à trois heures du matin                                                                            |                                              |
| 2007  | Roman                                | Kim Hoon                                     | 남한산성 Namhansanseong La forteresse de Namhansanseong |                                              |
| 2007  | Théâtre                              | Bae Sam-sik                                  | 열하일기 만보 Yeolhailgi manbo Les dix mille pas du journal de Yeolha                                                                                               |                                              |
| 2007  | Critique                             | Kim Yeong-chan                               | 비평극장의 유령들 Bipyeong-geugjang-ui yulyeongdeul Esprits du théâtre critique                                                                                     |                                              |
| 2007  | Traduction                           | Kang Seung-hee, Oh Dong-sik et Torsten Zaiak | Die Geschichte des Herrn Han de Hwang Sok-yong |                                              |
| 2008  | Poésie                               | Kim Hyesoon                                  | 당신의 첫 Dangsin-ui cheos Votre premier |                                              |
| 2008  | Roman                                | Gu Hyo-seo                                   | 나가사키 파파 Nagasaki papa Papa Nagasaki |                                              |
| 2008  | Théâtre                              | Jung Bokgeun                                 | 짐 Jim La charge |                                              |
| 2008  | Critique                             | Kim Inhwan                                   | 의미의 위기 Uimiui wigi Crise de sens |                                              |
| 2008  | Traduction                           | -                                            | - |                                              |
| 2009  | Poésie                               | Song Chanho                                  | 고양이가 돌아오는 저녁 Goyang-iga dol-aoneun jeonyeog Le soir où le chat est revenu                                                                                 |                                              |
| 2009  | Roman                                | Park Bum Shin                                | 고산자 Gosanja Chaise |                                              |
| 2009  | Théâtre                              | -                                            | - |                                              |
| 2009  | Critique                             | Lee Kwangho                                  | 익명의 사랑 Igmyeong-ui salang Amour anonyme |                                              |
| 2009  | Traduction                           | Bruce et Ju-Chan Fulton                      | There a Petal Silently Falls, de Ch′oe Yun |                                              |
| 2010  | Poésie                               | Choi Seung-ja                                | 쓸쓸해서 머나먼 Sseulsseulhaeseo meonameon Loin et amer |                                              |
| 2010  | Roman                                | Park Hyoung-su                               | 새벽의 나나 Saebyeog-ui nana Nana le matin | Nana à l'aube, Decrescenzo, 2016             |
| 2010  | Théâtre                              | Choe Jina                                    | 1동 28번지 1dong 28beonji 1-dong 28 |                                              |
| 2010  | 차숙이네 Chasug-ine Je suis Cha Sook | Choe Jina                                    | |                                              |
| 2010  | Critique                             | Kim Chi-su                                   | 상처와 치유 Sangcheowa chiyu Plaies et Cicatrices |                                              |
| 2010  | Traduction                           | Choe Ae-young et Jean Bellemin-Noel          | Interdit de folie de Yi In-Seong | Interdit de folie, IMAGO, 2010               |
| 2011  | Poésie                               | Shin Dal-ja                                  | 종이 Jong-i Papier |                                              |
| 2011  | Roman                                | Lim Chul-woo                                 | 이별하는 골짜기 Ibyeolhaneun goljjagi La Vallée de la séparation |                                              |
| 2011  | Théâtre                              | Choi Chi-eon                                 | 미친극 Michingeug Jeu de folie |                                              |
| 2011  | Critique                             | Yeom Moo-woong                               | 문학과 시대현실 Munhaggwa sidaehyeonsil Littérature et réalités du temps                                                                                            |                                              |
| 2011  | Traduction                           | Heidi Kang et Sohyun Ahn                     | Schwertgesang de Kim Hoon |                                              |
| 2012  | Poésie                               | Paek Musan                                   | 그 모든 가장자리 Geu modeun gajangjali Tous ces bords |                                              |
| 2012  | Roman                                | Jung Young-moon                              | 어떤 작위의 세계 Eotteon jag-wiui segye Un monde d'artifices |                                              |
| 2012  | Théâtre                              | -                                            | - |                                              |
| 2012  | Critique                             | Hwang Hyonsan                                | 잘 표현된 물행 Jal pyohyeondoen mulhaeng Bien exprimé |                                              |
| 2012  | Traduction                           | Ko Hyeson et Francisco Karansa               | Los arobles en la cuesta de Hwang Sun-won |                                              |
| 2013  | Poésie                               | Jin Eun-yeong                                | 훔쳐가는 노래 Humchyeoganeun nolae Chanson de vol |                                              |
| 2013  | Roman                                | Kim Soom (en)                                | 여인들과 진화하는 적들 Yeoindeulgwa jinhwahaneun jeogdeul Les femmes et leurs ennemis changeants                                                                    |                                              |
| 2013  | Théâtre                              | Ko Yeon-ok                                   | 칼집속에 아버지 Laljibsog-e abeoji Mon père en gaine |                                              |
| 2013  | Traduction                           | Choe Yang-hee                                | The Jehol Diary de Pak Chiwon |                                              |
| 2014  | Poésie                               | Bak Jeong-dae                                | 체 게바라 만세 Che gebala manse Vive Che Guevara |                                              |
| 2014  | Roman                                | Kim Won-il                                   | 아들의 아버지 Adeul-ui abeoji Le père du fils |                                              |
| 2014  | Théâtre                              | Nam Jin-woo                                  | 폐허에서 꿈꾸다 Pyeheoeseo kkumkkuda Rêve en ruines |                                              |
| 2014  | Traduction                           | Hélène Lebrun                                | Hors les murs de Pak Wan-seo | Hors les murs, Atelier des cahiers, 2012     |
| 2015  | Poésie                               | Mah Chong-gi                                 | 마흔두 개의 초록 Maheundu gaeui cholog Quarante-deux verts |                                              |
| 2015  | Roman                                | Hwang Jeong-eun                              | 계속해보겠습니다 Gyesoghaebogessseubnida Je vais ainsi (litt.: «Continuons»)                                                                                        |                                              |
| 2015  | Théâtre                              | Kim Jae-yup                                  | 알리바이 연대기 Allibai yeondaegi Chroniques d'alibi |                                              |
| 2015  | Traduction                           | Jan Henrik Dirks                             | Vaseline-Buddha de Young Moon-Jung |                                              |
| 2016  | Poésie                               | Lee Jang-wook                                | 영원이 아니라서 가능한 Yeong-won-i anilaseo ganeunghan Possible parce que ce n'est pas pour toujours                                                                |                                              |
| 2016  | Roman                                | Kim Yi-jeong                                 | 유령의 시간 Yulyeong-ui sigan L'heure du fantôme |                                              |
| 2016  | Théâtre                              | -                                            | - |                                              |
| 2016  | Critique                             | Jung Hong-soo                                | 흔들리는 사이 언뜻 보이는 푸른빛 Heundeullineun sai eontteus boineun puleunbich Un aperçu de lumière bleue tremblotante                                             |                                              |
| 2016  | Traduction                           | Jung Min-jeong et Irma Zyanya Gil Yanez      | La Panadería Encantada de Gu Byeong-mo |                                              |
| 2017  | Poésie                               | Seo Hyo-in                                   | 여수 Yeosu |                                              |
| 2017  | Roman                                | Son Bo-mi                                    | 디어 랄프 로렌 Dieo ralpeu roren Dear Ralph Lauren |                                              |
| 2017  | Théâtre                              | Jang Woo-jae                                 | 불역쾌재 Bul-yeogkwaejae Plaisir désagréable |                                              |
| 2017  | Critique                             | -                                            | - |                                              |
| 2017  | Traduction                           | Kevin O'Rourke                               | The Book of Korean Poetry : CHOSUN DYNASTY |                                              |
| 2018  | Poésie                               | Kang Sungeun                                 | Lo fi |                                              |
| 2018  | Roman                                | Choi Eunmi                                   | 아홉번째 파도 Ahobbeonjjae pado La neuvième vague |                                              |
| 2018  | Théâtre                              | -                                            | - |                                              |
| 2018  | Critique                             | Woo Chan-Je                                  | 애도의 심연 Aedoui sim-yeon Abîme du deuil |                                              |
| 2018  | Traduction                           | Cho Eun-ra et Stephane Bois                  | La Remontrance du Tigre de Park Ji-won | La Remontrance du Tigre, Decrescenzo, 2017   |
| 2019  | Poésie                               | Oh Eun                                       | 나는 이름이 있었다 Naneun ileum-i iss-eossda J'avais un nom |                                              |
| 2019  | Roman                                | Cho Hae-jin                                  | 단순한 진심 Dansunhan jinsim Simple sincerité |                                              |
| 2019  | Théâtre                              | -                                            | - |                                              |
| 2019  | Critique                             | -                                            | - |                                              |
| 2019  | Traduction                           | Yun Sun-young and Philipp Haas               | Nana im Morgengrauen de Park Hyoung-su |                                              |
| 2020  | Poésie                               | Kim Haeng-sook                               | 무슨 심부름을 가는 길이니 Museun simbuleum-eul ganeun gil-ini Quel genre de courses faites-vous ?                                                                   |                                              |
| 2020  | Roman                                | Kim Hye-jin                                  | 9번의 일 9beonui il 9 jours |                                              |
| 2020  | Théâtre                              | -                                            | - |                                              |
| 2020  | Critique                             | Yoo Sung-ho                                  | Art du lyrisme |                                              |
| 2020  | Traduction                           | Joo Ha-sun                                   | Kim Ji-young, nacida en 1982 de Cho Nam-joo |                                              |
| 2021  | Poésie                               |                                              | |                                              |
| 2021  | Roman                                |                                              | |                                              |
| 2021  | Théâtre                              |                                              | |                                              |
| 2021  | Critique                             |                                              | |                                              |
| 2021  | Traduction                           |                                              | |                                              |